# Ta zvláštní láska
Ta zvláštní láska (anglicky Love Is Strange) je americký romantický dramatický film režiséra Iry Sachse z roku 2014. 

## Děj
Alfred Molina a John Lithgow účinkují v hlavních rolích postaršího páru newyorských gayů George a Bena, kteří po 39 letech společného života uzavřou sňatek. Když to však vejde ve známost, George přichází o místo učitele hudby na církevní škole, dvojice musí prodat byt a uchýlit se k dočasnému oddělenému bydlení u svých příbuzných a známých. Další průběh vystihují Benova slova z jednoho jejich vzájemného telefonátu: „Když žiješ dohromady s lidmi, poznáš je víc, než je ti milé.“

## Postavy a obsazení
| Alfred Molina     | George                                       |
| John Lithgow      | Ben                                          |
| Darren Burrows    | Elliot, Benův synovec                        |
| Marisa Tomei      | Kate, Elliotova žena                         |
| Charlie Tahan     | Joey, syn Kate a Elliota                     |
| Cheyenne Jackson  | Ted, Robertův partner                        |
| Manny Perez       | Roberto, Tedův partner                       |
| Christina Kirk    | Mindy                                        |
| Tank Burtová      | Doreen                                       |
| Christian Coulson | Ian, náhodný účastník party u Teda a Roberta |
| John Cullum       | Otec Raymond                                 |
| Harriet Harrisová | Honey                                        |
| Adriane Lennoxová | ředitelka                                    |
| Jason Stuart      | sezdávající                                  |
| Eric Tabach       | Vlad, Joeyho kamarád                         |

## Uvedení a přijetí
Film byl uveden 18. ledna 2014 na festivalu Sundance. V Praze a Brně byl uveden mimo jiné na listopadovém queer filmovém festivalu Mezipatra.